# Sonate pour violon et piano no 2 de Honegger
Pour les articles homonymes, voir Sonate pour violon et piano.
La Deuxième Sonate pour violon et piano (H. 24) d’Arthur Honegger est une œuvre de musique de chambre composée en 1919, dédiée à Fernande Capelle, membre du Quatuor Capelle. Sa durée d'exécution est d'environ 13 minutes. Elle est éditée par Salabert.

## Genèse, création et réception
Le jeune compositeur suisse s'illustre avec la création du Premier Quatuor à cordes en 1917, achevé à la même période que la Rhapsodie pour deux flûtes, clarinette et piano alors qu'il travaille à la Première Sonate pour violon et piano (1916-1918). Dès avril 1919, il séjourne au Havre, sa ville natale, et se met à la composition d'une deuxième sonate pour violon et piano. Le premier mouvement est composé entre avril et mai 1919. Du 18 juillet au 30 septembre, il est en Suisse et travaille au second mouvement qui est daté d’Engelbert, août 1919. Dès le mois de novembre, la sonate est achevée et sera créée sous peu.
La création privée de l'œuvre a eu lieu le 8 janvier 1920 chez le compositeur Darius Milhaud avec le compositeur au violon et la pianiste Andrée Vaurabourg. Le critique Henri Collet assiste à cette création privée et est impressionné. La création publique a lieu le 28 février 1920 par les mêmes interprètes à salle du Conservatoire de la Société nationale à Paris.
Dans une lettre adressée à ses parents du 20 juin 1920, il évoque un diner avec le compositeur Maurice Ravel et rapporte les commentaires du compositeur : « Ma 2e Sonate lui a fait une drôle d'impression. Il déteste le premier morceau mais aime beaucoup les deux autres ». Dès le 20 octobre, il rejoue la sonate à Paris et encore le 20 novembre aux Concerts Touche. Lors du festival Honegger du 3 décembre 1926, la sonate est de nouveau jouée à la Société de musique indépendante (SMI) à la Salle Gaveau à Paris

## Structure et analyse
D'une durée d'exécution de 13 minutes, la sonate comporte trois mouvements :
1. Premier mouvement : Allegro cantabile
2. Deuxième mouvement : Larghetto
3. Troisième mouvement : Vivace assai

Le langage harmonique de cette sonate est plus marqué que la Première Sonate pour violon et piano, notamment dans la conquête d'un « langage complexe, chromatisé ». D'une forme plus concise que la première sonate, cette pièce rompt avec la complexité thématique et l'ampleur des développements des pièces antérieures. La tonalité principale est si.

### Allegro cantabile
Ce premier mouvement, d'une durée d'exécution de 5 minutes présente une signature rythmique en 9/4 et développe une mélopée au violon sur arpèges du piano évoquant Gabriel Fauré. De forme sonate, ce mouvement présente une réexposition inversée, chère au compositeur.

### Larghetto
Ce seconde mouvement, d'une durée d'exécution de 5 minutes est écrit dans la tonalité de ré mineur, peu sensible en raison de son chromatisme récurrent. Il s'achève sur une coda résolue en ré majeur.

### Vivace assai
Ce troisième et dernier mouvement, d'une durée d'exécution de 3 minutes, est « bref, spirituel, piquant » et présente une forme sonate précise avec une réexposition « normale », non inversée.

## Discographie
- Arthur Honegger - La musique de chambre, Intégrale en 4 CD. CD no 1 : Dong-Suk Kang (violon), Pascal Devoyon (piano), 1992, label Timpani 1C1008.
- Arthur Honegger - Works for violin and piano. Ulf Wallin (violin), Patricia Pagny (piano), 2000, label Stradivarius, catalogue No STR33485